# Vesna Fabjan
Vesna Fabjan född 13 mars 1985 är en längdskidåkare från Slovenien. Den 13 februari 2005 tävlade Fabjan för första gången i världscupen och det var i tyska Reit in Winkl.
Hon har vunnit två gånger i världscupen, första gången var i ryska Rybinsk den 22 januari 2010. Sedan vann hon den 5 februari 2011 precis på samma ställe: i Rybinsk.